# Кившенко, Алексей Данилович
Алексей Данилович Кивше́нко (10 (22) марта 1851, Венёвский уезд, Тульская губерния, Российская империя — 02 (14) октября 1895, Гейдельберг, Германская империя) — русский живописец и график, близок к передвижникам. Автор знаменитой исторической картины «Военный совет в Филях», запечатлевшей один из важнейших моментов Отечественной войны 1812 года. Известен также серией батальных полотен на темы русско-турецких войн и работами на исторические, бытовые и охотничьи темы.

## Биография
Родился в многодетной крестьянской семье дворового человека графа Шереметева Даниила Васильевича Кившенко, которому граф в своё время дал возможность получить среднее образование и потом окончить курс ветеринарных наук в Медико-Хирургической академии, после чего принял к себе на службу управлять конным заводом, находившимся в Веневском уезде Тульской губернии. Занимая такое положение, Д. В. Кившенко уже числился по мещанскому сословию, а в 1870-х гг. — рязанским купцом 2-й гильдии. В часы досуга он рисовал и музицировал на рояле, передав свои художественные наклонности детям: так, Алексей уже с семи лет много рисовал, копируя, в частности, рисунки из иллюстрированных журналов, его брат Николай поступил в консерваторию, Владимир — в Академию художеств, а младшая сестра Надежда стала сельской учительницей, «идейным работником на поприще народного образования» и сотрудником издательства «Посредник».
На рисунки Алексея обратил внимание Кидошенко — управляющий капеллой графа и школой при ней; кроме того, Алексей обладал совершенным певческим голосом — альтом, так что Кидошенко уговорил отца отпустить мальчика с ним в столицу и в 1860 году в возрасте девяти лет, Алексея отправили в Санкт-Петербург. Мальчик занимался пением в капелле и посещал рисовальную школу Общества поощрения художеств; однако певческая карьера его не сложилась: в 13 лет вследствие болезни он потерял голос и сосредоточился на рисовании.
В Рисовальной школе учился живописи у Ивана Крамского; также посещал рисовальные вечера Артели художников. В 1867 году поступил вольнослушателем в Императорскую Академию художеств, затем, «поддавшись увлечению естественными науками, господствовавшему в то время между молодёжью», в конце 1860-х годов два года учился в Технологическом институте, затем год состоял вольнослушателем Медико-хирургической академии.
Привязанность к живописи пересилила и с 1870 года числился постоянным учеником в историческом и костюмном классах Академии художеств, где его наставником стал профессор Карл Гун, считавший Алексея своим любимым учеником. Во время обучения в Академии награждался медалями (1871, 1872, 1874), золотой медалью за программу «Самсон и Далила» (1876), Большой золотой медалью за программу «Брак в Кане Галилейской» (1877). Получил звание классного художника (1877). Программа «Брак в Кане Галилейской» полностью закончена не была, поэтому право на пенсионерство Алексей не получил и через год представил эту программу снова, но опять неоконченной и отказался её заканчивать. Тем не менее поездку за границу в качестве выпускника-пенсионера он считал для себя совершенно необходимой, поэтому, заручившись согласием Совета Академии, выбрал другую программу — по теме Отечественной войны 1812 года, а именно, взялся написать картину на сюжет «Военный Совет в Филях».
Выбранный исторический сюжет совещания главнокомандующего русской армией М. И. Кутузова с военачальниками в деревне Фили заинтересовал молодого мастера не внешними эффектами, а психологизмом и величием ситуации принятия решения, от которого зависела судьба родины; важно было воспроизвести сосредоточенность и напряжённую работу мысли действующих лиц, собравшихся в скромной обстановке крестьянской избы. Картина, которую Кившенко создавал по описанию Л. Н. Толстого в романе «Война и мир», была окончена в 1879 году и в ноябре того же года художник получил право стать пенсионером Академии Художеств; картина впоследствии разошлась по России во множестве репродукций, попала в школьные учебники и прославила Кившенко, сделав известным историческим мастером живописи сначала в отечестве, а потом и за границей; в 1895 году, за несколько дней до ухода из жизни, за картину «Совет в Филях» Алексей Данилович был избран почётным членом Общества исторической живописи в Москве. Первый вариант картины от 1879 года стал собственностью Академии художеств, а в 1882 году Кившенко создал второй вариант — копию в собственность братьев Третьяковых, для их галереи.
В 1880 году художник отправился пенсионером Академии за границу, где несколько лет провёл в Дюссельдорфе, Мюнхене и Париже, рисуя картины, которые впоследствии, по возвращении в Петербург в 1884 году, принесли ему звание академика. Летом 1884 года Кившенко совершил поездку в Закавказский край с целью собрать материалы для заказанных ему императором Александром III картин, изображавших некоторые эпизоды русско-турецкой войны 1877—1878 годов. Работал Кившенко и как иконописец. Для православного военного собора в Карсе (Турция) он написал пять образов местного ряда иконостаса и запрестольный образ «Моление о чаше» (1885). В 1886 году награждён орденом Святого Станислава 3-й степени.
В 1883—1889 годах преподавал в Центральном училище технического рисования Штиглица в Петербурге. Летом 1889 года Кившенко уехал на длительное лечение сначала в Бад-Киссинген, а потом в Мюнхен; вернувшись в Санкт-Петербург, он был вынужден отказаться от преподавания в училище Штиглица.
В 1891 году Кившенко сопровождал археологическую экспедицию Никодима Кондакова в Палестину и Сирию, откуда привёз немало этюдов, воспроизводящих природу и народный быт стран Ближнего Востока.
С 1893 года — профессор Академии художеств; с 1894 года и до конца жизни — профессор-руководитель батальной мастерской Высшего художественного училища при реорганизованной Академии.
Со временем художник стал чувствовать серьёзные недомогания и лето 1894 года лечился за рубежом, в Германии, принимая ванны и души в Линдау; вернулся осенью того же года, но чувствовал себя хуже, чем до поездки. В следующем, 1895 году, в июле, он продолжил лечение в клинике Эрба в Гейдельберге в течение 6 недель, и затем переехал на курорт в Бад-Наухайм для приёма солёных ванн, но после нервного удара его вернули обратно в клинику Эрба, где утром 1-го октября он впал в бессознательное состояние и в ночь на 2 (14) октября 1895 скончался.
Тело перевезли в Санкт-Петербург и похоронили 12 (24) октября 1895 на Смоленском православном кладбище недалеко от Церкви Св. Троицы (уч. 147; угол Рождественской и Михайловской дорожек).

## Память
- В посёлке Серебряные Пруды именем мастера названа детская школа искусств[21].

## Галерея
Кисти Алексея Кившенко принадлежит ряд работ, посвящённых истории России:
- Работы Алексея Кившенко
- Призвание варягов
- Крещение Руси
- Чтение Русской правды
- Долобский съезд русских князей
- Невская битва
- Дмитрий Донской и Сергий Радонежский
- Вывоз вечевого колокола из Новгорода в Москву
- Иван III разрывает ханскую грамоту
- Взятие Казани
- Сибирский поход Ермака
- Воззвание Минина к нижегородцам
- Избрание Михаила Романова на царство
- Переяславская рада
- Патриарх Никон на церковном соборе
- Полтавская битва
- Ломоносов и Екатерина II
- Чесменское сражение
- Переход через Чёртов мост
- Военный совет в Филях
- Вступление русской армии в Париж
- Пленение имама Шамиля
- Оборона Шипки
- Штурм Горгохотанских высот
- Штурм крепости Ардаган 5 мая 1877 года.
- Нижегородские драгуны, преследующие турок по дороге к Карсу во время Аладжинского сражения 3 октября 1877 года.
- Взятие Карса (1877)

- Могила художника на Смоленском православном кладбище